# Сапеев, Бахтай Даутулы
Бахта́й Дау́тулы Сапе́ев (29 июня 1953, Акмолинск — 26 февраля 2020, Аральск, Кызылординская область) — советский боксёр, представитель наилегчайшей и полулёгкой весовых категорий. Мастер спорта СССР (1972), мастер спорта СССР международного класса (1973).
Тренировался у заслуженного тренера Казахской ССР Ашляева Казбека в городе Караганда. Боксировал в весовых категориях 51, 54, 57 кг. Проведено 227 боев, из них 211 побед. Был родным дядей боксёра Серика Сапиева.

## Достижения
- Чемпион Казахской ССР: 1972, 1973[3]
- Серебряный призёр чемпионата СССР: 1974[3][4]
- Бронзовый призёр чемпионата СССР: 1976[3][5]
- Победитель Игр дружбы 1972 года г. Минск[3]
- Победитель матча боксёров СССР — США 1974 года